# Сатагай (Амгинский улус)
Сатагай (якут.  ) — село в Амгинском улусе Якутии России. Административный центр и единственный населённый пункт Сатагайского наслега. Большинство жителей якуты.
Население 539 чел. (2021) .

## География
Село расположено на юго-востоке Центральной Якутии, на р. Суола. В центре села водоём. Обилие небольших озёр возле села.
Расстояние до улусного центра — села Амга — 132 км.
Уличная сеть состоит из десяти географических объектов: Лесная пер., ул. Г. Окорокова, ул. Лесная, ул. Молодёжная, ул. Набережная, ул. Новая, ул. Озёрная, ул. Парковая, ул. Т. Лукина (в честь земляка, Героя Социалистического Труда Тимофея Лукина).

## История
Согласно Закону Республики Саха (Якутия) от 30 ноября 2004 года N 173-З N 353-III село возглавило образованное муниципальное образование Сатагайский наслег.

## Население
| 2002 | 2010 | 2012 | 2013 | 2014 | 2015 | 2016 | 2017 | 2018 | 2019 | 2020 |
| ---- | ---- | ---- | ---- | ---- | ---- | ---- | ---- | ---- | ---- | ---- |
| 561  | ↗570 | ↘561 | ↘557 | ↘540 | ↗541 | ↘536 | ↘529 | ↗531 | →531 | ↘527 |
| 2021 |      |      |      |      |      |      |      |      |      |      |
| ↗539 |      |      |      |      |      |      |      |      |      |      |

Гендерный состав
По данным Всероссийской переписи населения 2010 года в гендерной структуре населения из 570 человек мужчин — 276, женщин — 294 (48,4 и 51,6 % соответственно).
Национальный состав
Согласно результатам переписи 2002 года, в национальной структуре населения якуты составляли 98 % от общей численности населения в 561 чел..

## Инфраструктура
- Сатагайская средняя общеобразовательная школа.
- Почтовое отделение (Гр. Окорокова ул, 2/1).
- Животноводство (мясо-молочное скотоводство, мясное табунное коневодство).
- Племенное хозяйство по разведению лошадей якутской породы имени Героя Социалистического Труда Тимофея Лукина.

## Транспорт
Автодорога «Эмиссы-Алтанцы-Сатагай»

## Известные жители и уроженцы
- Лукин Тимофей Спиридонович (1913—1980) — Герой Социалистического Труда.